# Max Silbert
Max Silbert, né Maximilien Silberstein à Odessa le 3 novembre 1871 et mort à Paris 18e le 17 janvier 1940, est un peintre français d'origine russe.
Max Silbert est l'élève de Jean-Léon Gérôme et d'Albert Maignan. Il expose au Salon d'hiver de 1925 à 1937.

## Œuvres dans les collections publiques
- Baignade à Annecy-le-Vieux, château d'Annecy